# Cascades Livingstone
Les cascades Livingstone (en francès Chutes Livingstone), anomenades així en honor de David Livingstone, són una sèrie de 32 ràpids i cascades localitzades al riu Congo, aigües avall de Malebo Pool fins a acabar gairebé a la costa (un tram que va entre la capital Kinshasa i la ciutat costanera de Matadi).
La caiguda total del tram de ràpids i cascades, d'uns 350 km, és d'aproximadament de 260 m. Les cascades, que comencen 160 km dins del continent fins a acabar a la costa, impedeixen la navegació del curs inferior del riu Congo, causa per la qual es va construir a finals del segle xix el ferrocarril entre Matadi i la llavors anomenada Leopoldville ( Kinshasa ), impulsat per l'afany de beneficis del rei Leopold II de Bèlgica amb el comerç de l'ivori i del cautxú a l'Estat Lliure del Congo.

## Història i denominació
La denominació de cascades Livingstone, en honor de l'explorador escocès, David Livingstone, que només va recórrer el tram superior del riu Congo, sense assolir aquesta zona del riu, li va ser imposat pel també explorador Henry Morton Stanley que entre 1874 i 1877, va recórrer la llera completa del riu fins a la desembocadura.